# Stanko Čolak
Stanko Čolak (serbisch-kyrillisch Станко Чолак; * 1936 in Dužice bei Široki Brijeg) ist ein ehemaliger hochrangiger Funktionär der Geheimpolizei SDB (Služba državne bezbednosti; bis 1966 „UDB-a“) des sozialistischen Jugoslawiens. Als Leiter der Abteilung II (Druge uprave SSUP-a) des Bundessekretariats für Innere Angelegenheit (Savezni sekretarijat za unutrašnje poslove, SSUP) des SDB war er für die Bekämpfung der sogenannten „jugoslawischen politischen Emigration“ zuständig. Er gilt daher als verantwortlicher Koordinator bei der Vorbereitung der Ermordung von Dissidenten, insbesondere für die des Bruno Bušić (1939–1978) und des Stjepan Đureković (1926–1983).

## Leben
Stanko Čolak wurde 1936 als Sohn kroatischer Eltern, nämlich Žarko (1910–1968) und Mila Čolak (geb. Brkić), in Dužice bei Široki Brijeg in der Herzegowina geboren.
Mitte 1958 entschloss er sich für die jugoslawische Geheimpolizei Uprava državne bezbednosti (UDB) zu arbeiten und wurde operativ für Fragen der feindlichen Emigration in dem Regionalzentrum in Mostar tätig. 
Im Jahr 1966 wurde der Geheimdienstchef Aleksandar Ranković (1909–1983) entmachtet und die Geheimpolizei reformiert bzw. dezentralisiert. Im Zuge dessen wurde die Geheimpolizei auf Bundesebene in „Služba državne bezbednosti“ (SDB) umbenannt, blieb umgangssprachlich aber weiter unter der Bezeichnung „UDB-a“ bekannt. Seit der Reform der Geheimpolizei unterhielten die sechs jugoslawischen Teilrepubliken jeweils eigene Sicherheitsdienste, so die Sozialistische Republik Bosnien und Herzegowina den „Služba državne sigurnosti“ (SDS), mit Hauptsitz in Sarajevo.  Die im Ausland eingesetzten Agenten, wurden dabei von den Diensten der Teilrepubliken bzw. von deren Regionalzentren geführt. Im Ausland trat die Geheimpolizei dabei gänzlich geheim auf. Ihr Tätigkeitsfeld umfasste hier hauptsächlich die Erpressung, Entführung und Ermordung antikommunistischer Emigranten. Zu den Opfern gehörten vor allem nationalistische Kroaten, Serben und Albaner. Der Artikel 92 des jugoslawischen Strafgesetzbuches gestattete staatliche Verfolgungsmaßnahmen gegen politische Opponenten unabhängig von deren Staatsbürgerschaft oder dem Ort ihrer antijugoslawischen Tätigkeit, was den Einsatz jugoslawischer Agenten jenseits der Staatsgrenzen legitimieren sollte. Sofern aus Sicht des Dienstes eine besondere Gefahr von Emigranten ausging, wurde mit „operativen Mitteln“ versucht, diese Personen zu „passivieren“. Die Palette reichte dabei von Desinformations- und Rufmordkampagnen bis hin zur „Liquidierung“. Grundsätzlich benötigten die Sicherheitsdienste der Teilrepubliken keine vorherige Zustimmung der Bundesbehörde zur Ausführung von Aktionen. Nur wenn Belange des jugoslawischen Bundes, insbesondere außenpolitischer Art, berührt werden konnten, musste für Aktionen eine Genehmigung des Bundessicherheitsdienstes eingeholt werden. Die Abteilung II (feindliche Emigration) der Bundesbehörde SDB übte dabei die Fachaufsicht über die Dienste der Teilrepubliken aus und übernahm Koordinationsfunktionen.
Stanko Čolak wurde 1971 dank seiner engagierten Arbeit, aber auch des Vertrauens, das er sich während seines Militärdienstes im Generalstab der Jugoslawischen Volksarmee (JNA) in Belgrad erworben hatte, und der Tatsache, dass seine Frau Serbin war, zum Inspektor in der Abteilung II des SDB in Belgrad befördert. Als 1972 eine Terrorgruppe kroatischer Emigranten, die sogenannte Bugojno-Gruppe (Bugojnska skupina), in Jugoslawien eindrang, wurde Čolak mit der Position des Koordinators der jugoslawischen Sicherheits-, Polizei- und Militärkräfte im Kampf gegen diese Gruppe betraut.
Noch vor Mai 1979 stieg Stanko Čolak zum Leiter der Abteilung II auf. Währenddessen war sein Bruder Drago Čolak (* 1951) Abteilungsleiter des SDS in Mostar, und sein Bruder Ivan Čolak (* 1949) der Leiter des SDS und/oder der Polizei in Široki Brijeg.
Im April 1983 rückte Čolak zum „Sonderberater“ des jugoslawischen Innenministers Stane Dolanc (1925–1999) auf. Im Jahr 1988 ging er im Rang eines stellvertretenden Bundessekretärs (pomoćnik saveznog sekretara) in Pension.
Nach seiner Pension soll er während der Jugoslawienkriege dem Regime des Slobodan Milošević gedient haben. So soll er den mutmaßlichen ehemaligen Geheimdienstkiller und berüchtigten serbischen Freischärlerführer Željko Ražnatović, genannt Arkan, unterstützt haben, z. B. soll er Arkan geholfen haben aus der Haft der kroatischen Polizei zu entkommen.

## Familie
Stanko Čolak lebt mit seiner Ehefrau Mara (geb. Raco), einer aus Livno stammenden Serbin, in Belgrad. Aus der Ehe sind mindestens die Söhne Vladimir (* 1962) und Zoran (* 1965) hervorgegangen. Einer der Söhne soll als Freiwilliger der Jugoslawischen Volksarmee im Kroatienkrieg gekämpft haben.